# Rada Powiatu Ząbkowickiego

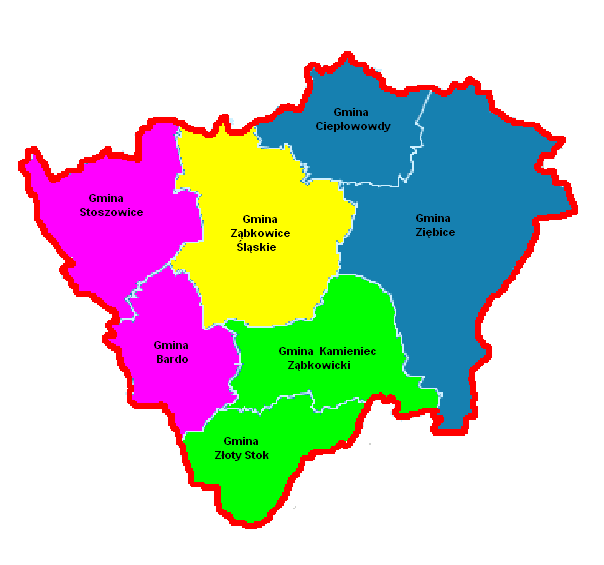
Okręgi wyborcze do Rady Powiatu Ząbkowickiego

Rada Powiatu Ząbkowickiego – organ stanowiący i kontrolny samorządu powiatu ząbkowickiego z siedzibą w Ząbkowicach Śląskich. Istnieje od 1998 roku; w jego skład wchodzą radni wybierani w powiecie ząbkowickim, w wyborach bezpośrednich na kadencje trwające 4 lata. Obecna VII Kadencja rady trwa od 2024 roku. Przewodniczącym Rady Powiatu Ząbkowickiego jest Dariusz Marcinków, a funkcję wiceprzewodniczących pełnią: Justyna Giryn i Wiktor Ochał. Starostą powiatu ząbkowickiego jest Roman Fester, a funkcję wicestarosty pełni Dariusz Małozięć. 

## Wybory do rady
Radni do Rady Powiatu Ząbkowickiego są wybierani w wyborach co 4 lata w czterech okręgach wyborczych, które nie mają swoich oficjalnych nazw. Zasady i tryb przeprowadzenia wyborów określa odrębna ustawa. Skrócenie kadencji rady może nastąpić w drodze referendum powiatowego.
| Okręg | Gminy                                        | Liczba radnych | Liczba wyborców w 2024 |
| ----- | -------------------------------------------- | -------------- | ---------------------- |
| 1.    | gmina Bardo, gmina Stoszowice                | 3              | 8212                   |
| 2.    | gmina Ciepłowody, gmina Ziębice              | 5              | 15 234                 |
| 3.    | gmina Kamieniec Ząbkowicki, gmina Złoty Stok | 3              | 9732                   |
| 4.    | gmina Ząbkowice Śląskie                      | 6              | 16 586                 |
| #     | Razem (Σ)                                    | 17             | 49 764                 |

## Organizacja Rady Powiatu
Radę Powiatu Ząbkowickiego tworzy 19 radnych, wybierających spośród siebie przewodniczącego i dwóch wiceprzewodniczących (Statut Powiatu Ząbkowickiego, rozdział III, par. 12). Radni pracują w tematycznych komisjach stałych i doraźnych. Komisje Stałe:
Komisja Rewizyjna
Komisja Budżetowa
Komisja Oświaty, Kultury i Sportu
Komisja Rozwoju Regionalnego i Infrastruktury
Komisja Środowiska i Rolnictwa

## Historia Rady Powiatu

### I kadencja (1998–2002)
Prezydium
- Przewodniczący:
- Wiceprzewodniczący:

Kluby radnych:
- Nasz Samorząd-Wspólna Powiat – 10 radnych:
  - Jan Bajtek, Zdzisław Fleszar, Dominik Krekora, Zdobysław Lis, Wiktor Lubieniecki, Jerzy Łyczko, Ryszard Nowak, Ludwik Sztangret, Kazimiera Szymańska, Andrzej Witek
- Sojusz Lewicy Demokratycznej – 8 radnych:
  - Mirosław Albiński, Bolesław Andruszko, Adam Fuszara, Józef Gieniec, Antoni Golis, Krystyna Januszewska, Zygmunt Kazimierczak, Andrzej Płuciniak,
- Akcja Wyborcza Solidarność – 8 radnych:
  - Renata Kolega, Edward Kwiatkowski, Anna Lis, Karol Maziarz, Roman Miszkiewicz, Marian Ochał, Andrzej Raba, Robert Zacher
- Unia Wolności – 4 radnych:
  - Stanisław Czerwonka, Ewa Figzał, Elżbieta Limanówka, Jerzy Organiściak,

### II kadencja (2002–2006)
Prezydium
- Przewodniczący: Juliusz Lipski
- Wiceprzewodniczący: Katarzyna Silarska
- Wiceprzewodniczący: Józef Majerczyk

Kluby radnych:
- Przymierze Przedsiębiorczych – 5 radnych:
  - Jacek Zwierzchowski, Kazimierz Głowacki, Zdzisław Fleszar, Katarzyna Silarska, Bogdan Tkaczyński,
- Sojusz Lewicy Demokratycznej-Unia Pracy – 4 radnych:
  - Czesław Chrzanowski, Juliusz Lipski, Zygmunt Kazimierczak, Michał Mackiewicz,
- Samorządni Razem – 4 radnych:
  - Andrzej Witek, Ryszard Nowak, Wiktor Lubieniecki, Tadeusz Bielecki
- Nasza Wspólnota – 3 radnych:
  - Henryk Szymański, Renata Kolega, Jerzy Organiściak,
- Samoobrona RP – 3 radnych:
  - Józef Widziak, Wiesław Jabłoński, Józef Majerczyk,

### III kadencja (2006–2010)
Prezydium
- Przewodniczący: Juliusz Lipski
- Wiceprzewodniczący: Wiesław Jabłoński
- Wiceprzewodniczący: Marian Kozyra

Kluby radnych
- Koalicyjny Klub Powiatu Ząbkowickiego – 7 radnych:
  - Szansa dla Powiatu – Michał Mackiewicz, Ryszard Nowak, Witold Rogowski
  - Samoobrona RP – Tadeusz Cymbała, Wiesław Jabłoński, Józef Widziak
  - Prawo i Sprawiedliwość – Mieczysław Rodak
- Powiat – Wspólna Sprawa – 4 radnych:
  - Zygmunt Kazimierczak, Juliusz Lipski, Henryk Szymański, Kazimierz Głowacki
- Platforma Obywatelska – 6 radnych:
  - Marek Błażejewski, Roman Fester, Jerzy Organiściak, Marcin Orzeszek, Wiktor Lubieniecki, Jacek Zwierzchowski
- Niezrzeszeni – 2 radnych:
  - Marian Kozyra, Renata Kukuła

### V kadencja (2014-2018)
Prezydium
- Przewodniczący: Jerzy Organiściak
- Wiceprzewodniczący: Marian Kozyra
- Wiceprzewodniczący: Dariusz Marcinków

Kluby radnych
- Platforma Obywatelska – 9 radnych:
  - Roman Fester, Monika Grzech, Marian Kozyra, Dariusz Marcinków, Zbigniew Nieć, Jerzy Organiściak, Grażyna Orczyk, Marcin Orzeszek, Mariusz Szpilarewicz
- Prawo i Sprawiedliwość – 6 radnych:
  - Marek Ciapka, Marcin Gwóźdź, Teresa Markowska, Kazimierz Piątkowski, Henryk Szymański, Czesław Wolak

- KWW Bądźmy Razem 2014 – 2 radnych:
  - Ryszard Nowak, Andrzej Witek

- KWW Praworządni – 1 radny:
  - Marcin Czerniec

- KW Gminno – Powiatowa Unia Samorządowa – 1 radny:
  - Wiesław Jabłoński

### VI kadencja (2018–2024)
Prezydium
- Przewodniczący: Dariusz Marcinków
- Wiceprzewodniczący: Anna Gołdyn
- Wiceprzewodniczący: Marian Kozyra

Kluby radnych
- Koalicja Obywatelska – 9 radnych:
  - Roman Fester, Andrzej Regner, Marian Kozyra, Piotr Pęcak, Krystyna Grzech, Dariusz Marcinków, Justyna Giryn, Stanisław Kurzyp (Wygaszenie mandatu w dniu 20.10.2020 rok), Ewa Figzał, Zbigniew Nieć (złożenie ślubowania 27.11.2020)
- Prawo i Sprawiedliwość – 5 radnych:
  - Patrycja Wielowska, Teresa Markowska, Kazimierz Piątkowski, Czesław Wolak, Danuta Woźniak-Łągiewka
- Polskie Stronnictwo Ludowe – 3 radnych:
  - Anna Gołdyn, Robert Szwarc, Waldemar Wieja
- Kukiz'15 – 2 radnych:
  - Karolina Czerniec, Piotr Szymański

### VII kadencja (2024–2029)
Prezydium
- Przewodniczący: Dariusz Marcinków
- Wiceprzewodniczący: Justyna Giryn
- Wiceprzewodniczący: Wiktor Ochał

Kluby radnych
- Koalicja Obywatelska – KWW Marcina Orzeszka – 10 radnych:
  - Platforma Obywatelska – Roman Fester, Andrzej Regner, Piotr Pęcak, Krystyna Grzech, Dariusz Marcinków, Justyna Giryn, Ewa Figzał
  - KWW Marcina Orzeszka – Wiktor Ochał, Witold Wiśniewski, Dariusz Małozięć
- Prawo i Sprawiedliwość – 6 radnych:
  - Patrycja Wielowska, Kazimierz Piątkowski, Teresa Markowska, Czesław Wolak, Wojciech Maj, Justyna Zawiślak-Słodyczka
- KWW Trzecia Droga dla Powiatu – 1 radny:
  - Anna Gołdyn